# Allocardiophorus
Allocardiophorus is een geslacht van kevers uit de familie  
kniptorren (Elateridae).
Het geslacht is voor het eerst wetenschappelijk beschreven in 1990 door Ôhira.

## Soorten
Het geslacht omvat de volgende soorten:
- Allocardiophorus nigroapicalis (Miwa, 1927)
- Allocardiophorus shirozui (Ôhira, 1968)